# Sara Gizaw
Sara Gizaw, född 1929, död 15 februari 2019 i Addis Abeba, var en etiopisk prinsessa, gift med prins Makonnen Haile Selassie.
Hon beskrevs allmänt som en skönhet. Hon blev änka 1957. Efter kejsarinnans död 1962 turades hon om med kejsarens äldsta dotter om att följa med kejsaren på officiella uppdrag utomlands och inom landet och spela rollen av första dam. 
I samband med avskaffandet av monarkin 1974 blev hon liksom många andra medlemmar av den före detta kejserliga familjen fängslade av dergregimen. Hon frigavs 1989.